# Krefeld Pinguine
Les Krefeld Pinguine sont un club professionnel allemand de hockey sur glace basé à Krefeld en Rhénanie-du-Nord-Westphalie.
L'équipe a porté différents noms depuis sa création :
- 1936 : création sous le nom de Krefelder Eislauf-Verein 1936 e.V. (KEV)
- 1979 : renommé en EHC Krefeld
- 1981 : renommé Krefelder Eislauf-Verein 1981 e.V.
- Depuis 1995 : KEV Pinguine Eishockey GmbH

Le club joue depuis décembre 2004 dans la patinoire Königpalast, qui a remplacé la Rheinlandhalle, construite en 1936.
L'équipe a remporté le championnat d'Allemagne, en 1952 et 2003.
Les couleurs du club sont celles de la ville de Krefeld, le jaune et le noir.

## Histoire
L'équipe a été fondée en octobre 1936.

### Champion d'Allemagne 1952
Krefeld remporte le championnat d'Allemagne en 1952 avec une victoire (6-4) face au SC Riessersee.
| Champion d'Allemagne Krefeld Pinguine | Gardiens de but : Ulli Jansen Joueurs : Walter Schmidinger, Ēriks Koņeckis, Hans Werner Münstermann, Heinz Dohr, Karl-Heinz Scholten, Bernhard Peltzer, Ulrich Eckstein, Wilhelm Moesgen, Karl Bierschel, Kurt Müller, Bruno Guttowski, Hans Georg Pescher Entraîneur en chef : Ēriks Koņeckis |

L'équipe a rejoint à ses débuts la Bundesliga en 1958.
En 1978, à la suite d'une faillite, le club dut repartir en quatrième division, mais remonta aussitôt en troisième division, puis en deuxième division en 1980.
Après onze saisons au second échelon national, le club retrouva l'élite en 1991.
Krefeld fut en 1994 l'un des membres fondateurs du nouveau championnat de première division, la Deutsche Eishockey-Liga (DEL).
Lors de la saison 1998-1999, Krefeld recrute la première  ligne d'attaque des Brûleurs de loups de Grenoble champions de France en titre avec le trio Stéphane Barin, Robert Ouellet et Tommie Hartogs.

### Vainqueur de la DEL 2003
Krefeld remporte la Deutsche Eishockey-Liga en 2003 face aux Kölner Haie en séries éliminatoires.
| Champion d'Allemagne Krefeld Pinguine | Gardiens de but : Roger Nordström, Robert Müller Défenseurs : Paul Dyck, Christian Ehrhoff, Daniel Kunce, Dan Lambert, Siarhei Stas, Andreas Raubal, Darryl Shannon, Mario Doyon Attaquants : Thomas Brandl, Steffen Ziesche, Gary Shuchuk, David Musil, Brad Purdie, Patrik Augusta, Günther Oswald, Jonas Lanier, Christoph Brandner, Stéphane Barin, Bill Bowler, Adrian Grygiel, Sandy Moger Entraîneur en chef : Chris Valentine (à partir de décembre 2002), Butch Goring (avant novembre 2002) |

## Palmarès
Championnat d'Allemagne (de)
- 1952 (de)

Deutsche Eishockey-Liga
- 2003

## Logo

Évolution du logo

## La patinoire

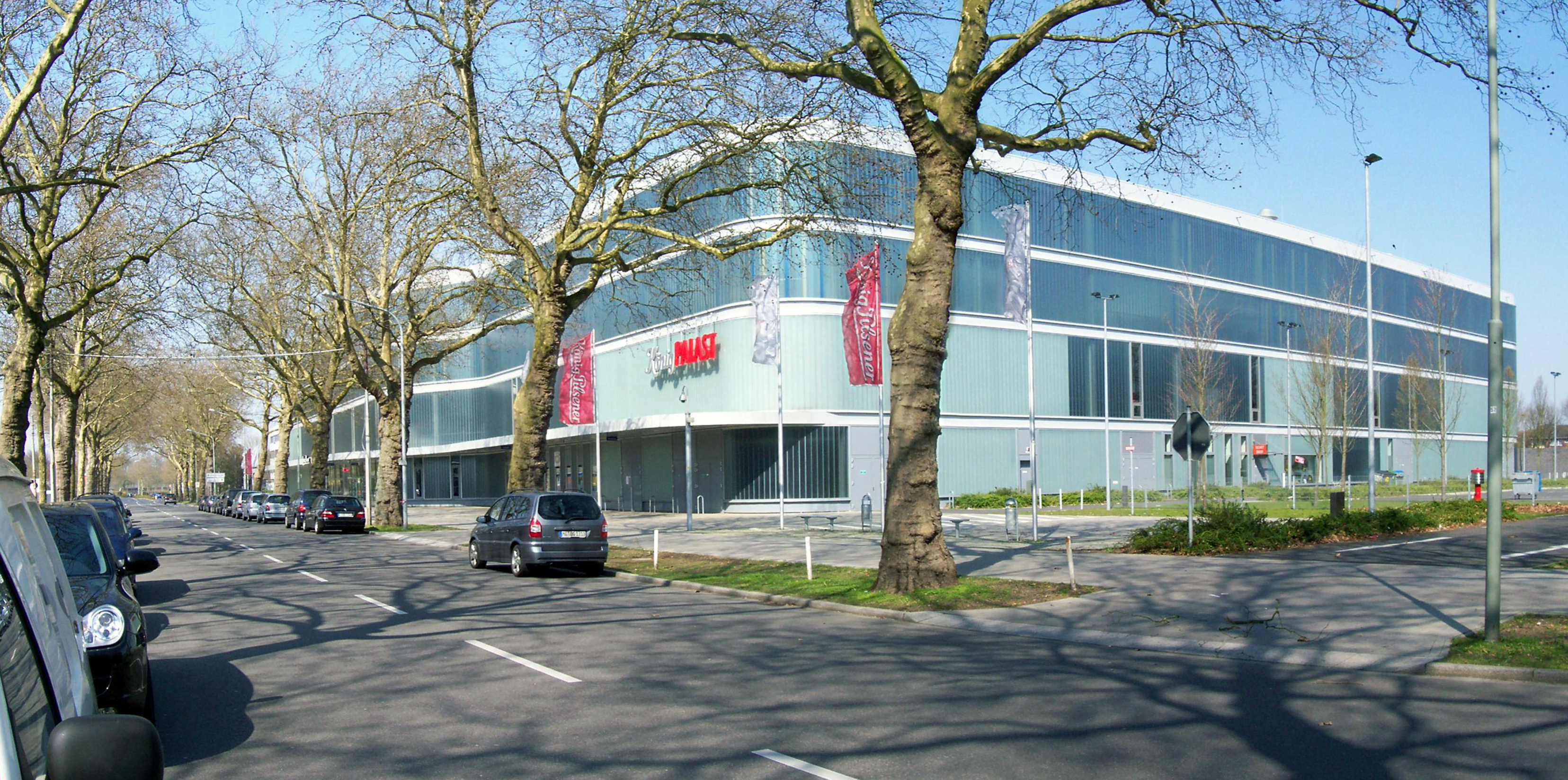
La patinoire Yayla-Arena.

La patinoire Yayla-Arena accueille depuis 2004 l'équipe,elle a une capacité de 8 029 places.